# حامد پاکدل
حامد پاکدل (زاده ۹ آبان ۱۳۷۰) بازیکن فوتبال اهل ایران است که در پست مهاجم برای باشگاه فوتبال مس رفسنجان در لیگ برتر خلیج فارس بازی می‌کند.

## دوران باشگاهی

### پرسپولیس
در ۷ شهریور ۱۴۰۰ حامد پاکدل با قراردادی دو ساله به تیم پرسپولیس پیوست. به عنوان گل نخست، در ۳۰ مهر ۱۴۰۰ پاکدل توانست دروازه فولاد را در اولین بازی خود در لیگ برتر باز کند. وی در دی ۱۴۰۱ پس از قرار گرفتن در لیست مازاد پرسپولیس با قراردادش را با این تیم فسخ کرد.

### تراکتور
در ۳ بهمن ۱۴۰۱ حامد پاکدل با قراردادی ۱ و نیم ساله به تیم تراکتور پیوست.

### پیکان
در ۱۵ مرداد ۱۴۰۲ با قراردادی یک ساله به پیکان پیوست.

### نساجی مازندران
وی در ۲۴ مرداد ماه ۱۴۰۳با عقد قراردادی به نساجی مازندران پیوست.

## آمار باشگاهی
تا تاریخ ۱۵ دی ۱۴۰۱
| باشگاه                | دسته                  | فصل                   | لیگ برتر | لیگ برتر | جام حذفی | جام حذفی | آسیا | آسیا | سوپر جام | سوپر جام | مجموع | مجموع |
| باشگاه                | دسته                  | فصل                   | بازی     | گل       | بازی     | گل       | بازی | گل   | بازی     | گل       | بازی  | گل    |
| --------------------- | --------------------- | --------------------- | -------- | -------- | -------- | -------- | ---- | ---- | -------- | -------- | ----- | ----- |
| ماشین‌سازی تبریز       | لیگ آزادگان           | ۹۵–۱۳۹۴               | ۱۹       | ۲        | ۰        | ۰        | ۰    | ۰    | ۰        | ۰        | ۱۹    | ۲     |
| ماشین‌سازی تبریز       | لیگ برتر              | ۹۶–۱۳۹۵               | ۲۱       | ۱        | ۰        | ۰        | ۰    | ۰    | ۰        | ۰        | ۲۱    | ۱     |
| ماشین‌سازی تبریز       | لیگ آزادگان           | ۹۷–۱۳۹۶               | ۱۳       | ۸        | ۰        | ۰        | ۰    | ۰    | ۰        | ۰        | ۱۳    | ۸     |
| مجموع ماشین‌سازی تبریز | مجموع ماشین‌سازی تبریز | مجموع ماشین‌سازی تبریز | ۵۳       | ۱۱       | ۰        | ۰        | ۰    | ۰    | ۰        | ۰        | ۵۳    | ۱۱    |
| صنعت نفت آبادان       | لیگ برتر              | ۹۷–۱۳۹۶               | ۱۰       | ۳        | ۰        | ۰        | ۰    | ۰    | ۰        | ۰        | ۱۰    | ۳     |
| صنعت نفت آبادان       | لیگ برتر              | ۹۸–۱۳۹۷               | ۸        | ۱        | ۲        | ۰        | ۰    | ۰    | ۰        | ۰        | ۱۰    | ۱     |
| مجموع صنعت نفت آبادان | مجموع صنعت نفت آبادان | مجموع صنعت نفت آبادان | ۱۸       | ۴        | ۲        | ۰        | ۰    | ۰    | ۰        | ۰        | ۲۰    | ۴     |
| پارس جنوبی جم         | لیگ برتر              | ۹۹–۱۳۹۸               | ۵        | ۰        | ۱        | ۰        | ۰    | ۰    | ۰        | ۰        | ۶     | ۰     |
| مجموع پارس جنوبی جم   | مجموع پارس جنوبی جم   | مجموع پارس جنوبی جم   | ۵        | ۰        | ۱        | ۰        | ۰    | ۰    | ۰        | ۰        | ۶     | ۰     |
| آلومینیوم اراک        | لیگ آزادگان           | ۹۹–۱۳۹۸               | ۶        | ۳        | ۰        | ۰        | ۰    | ۰    | ۰        | ۰        | ۶     | ۳     |
| آلومینیوم اراک        | لیگ برتر              | ۰۰–۱۳۹۹               | ۲۶       | ۱۰       | ۳        | ۰        | ۰    | ۰    | ۰        | ۰        | ۲۹    | ۱۰    |
| مجموع آلومینیوم اراک  | مجموع آلومینیوم اراک  | مجموع آلومینیوم اراک  | ۳۲       | ۱۳       | ۳        | ۰        | ۰    | ۰    | ۰        | ۰        | ۳۵    | ۱۳    |
| پرسپولیس              | لیگ برتر              | ۰۱–۱۴۰۰               | ۱۷       | ۵        | ۱        | ۰        | ۲    | ۰    | ۱        | ۰        | ۲۱    | ۵     |
| پرسپولیس              | لیگ برتر              | ۰۲–۱۴۰۱               | ۸        | ۰        | ۰        | ۰        | ۰    | ۰    | ۰        | ۰        | ۸     | ۰     |
| مجموع پرسپولیس        | مجموع پرسپولیس        | مجموع پرسپولیس        | ۲۵       | ۵        | ۱        | ۰        | ۲    | ۰    | ۱        | ۰        | ۲۹    | ۵     |
| مجموع آمار            | مجموع آمار            | مجموع آمار            | ۱۳۳      | ۳۳       | ۷        | ۰        | ۲    | ۰    | ۱        | ۰        | ۱۴۳   | ۳۳    |

## افتخارات

#### پرسپولیس
- لیگ برتر خلیج فارس
  - نائب قهرمان(۱): ۰۱–۱۴۰۰
- سوپر جام ایران
  - نائب قهرمان(۱): ۱۴۰۰